# 瑪莎拉蒂
瑪莎拉蒂是一家知名意大利賽車與跑車生產商，於1914年在波隆那成立。公司的總部現位於摩德納，他們的徽章是一支海神三叉戟。瑪莎拉蒂曾經是法拉利的一部分，現為斯泰蘭蒂斯直接擁有。瑪莎拉蒂因其發音，在台灣又有台語諧音戲稱「目屎拉滴」、「目屎那滴」。

## 歷史
瑪莎拉蒂一家共有七个兄弟，Carlo Maserati、Bindo Maserati 、Alfieri Maserati、Alfieri Ⅱ Maserati、Mario Maserati、Ettore Maserati、Ernesto Maserati，在20世紀初都涉足汽車。老大卡羅在1898年設計出一款單氣缸機車引擎後，被菲雅特與Isotta Fraschini車廠聘為技術顧問與試車員，其他胞弟也大都加入Isotta Fraschini，1910年卡羅在賽車意外中去世，1914年老四Alfieri與老五、老六一起離開Isotta Fraschini車廠，創立Officini Alfieri Maserati。剛開始以改裝汽車為主，1926年研發出第一款Maserati，名為Tipo 26。Alfieri Ⅱ、Bindo與Ernesto為Diatto製造2公升的格蘭披冶賽車。在1926年Diatto中止賽車的生產，導致第一個瑪莎拉蒂的創作品與瑪莎拉蒂型號的創立。其中第一臺由AlfieriⅡ駕駛的瑪莎拉蒂在1926年 Targa Florio中獲得勝利。瑪莎拉蒂開始製造4、6、8與16汽缸（實際上為兩個直八氣缸對向合併成一具引擎）的賽車。
老五Mario是一個藝術家，被認為設計了該公司的徽章：一支三叉戟，三叉戟也是三兄弟在波隆那市創業時该市的市徽。Alfieri Ⅱ Maserati於1932年去世，他的三個兄弟讓公司繼續運行，製作贏得比賽的賽車。

### Orsi收購
1937年瑪莎拉蒂兄弟出售他們剩餘的股份給Orsi家族，他們在1940年將公司總部移到他們的家鄉摩德納，直至現時。但瑪莎拉蒂兄弟繼續扮演公司工程師的角色。即使面對着德國的賽車巨人，奧迪和奔驰，競賽的成功仍延續着。在1939年，威尔伯·肖驾驶瑪莎拉蒂8CTF赛车在Indianapolis 500中勝出，該功績同樣發生在下一年。
之後戰爭爆發，瑪莎拉蒂中止生產汽車以在意大利戰爭時期努力生產零部件。
和平恢復後瑪莎拉蒂重新製作汽車，Maserati A6系列在戰後的賽車場上表現良好。這是瑪莎拉蒂兄弟最後牽涉在內，他們違反了與Orsi的10年合約，接著組成汽車製造商O.S.C.A.。

有名的阿根廷車手胡安·曼努埃爾·范吉奧曾在50年代為瑪莎拉蒂參加數年的賽事，創造了不少了不起的勝利包括1957年駕駛Maserati 250F贏得世界冠軍

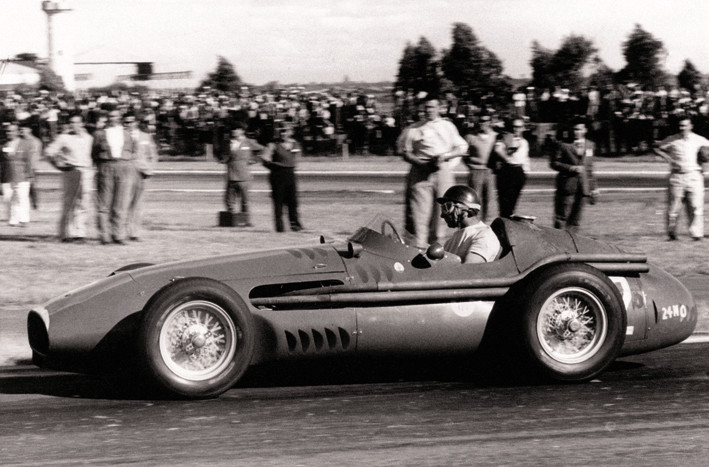
Maserati 250F

其他在50年代的賽車企劃為Maserati 200S、Maserati 300S、Maserati 350S與Maserati 450S，接着為1961年有名的Maserati Birdcage。

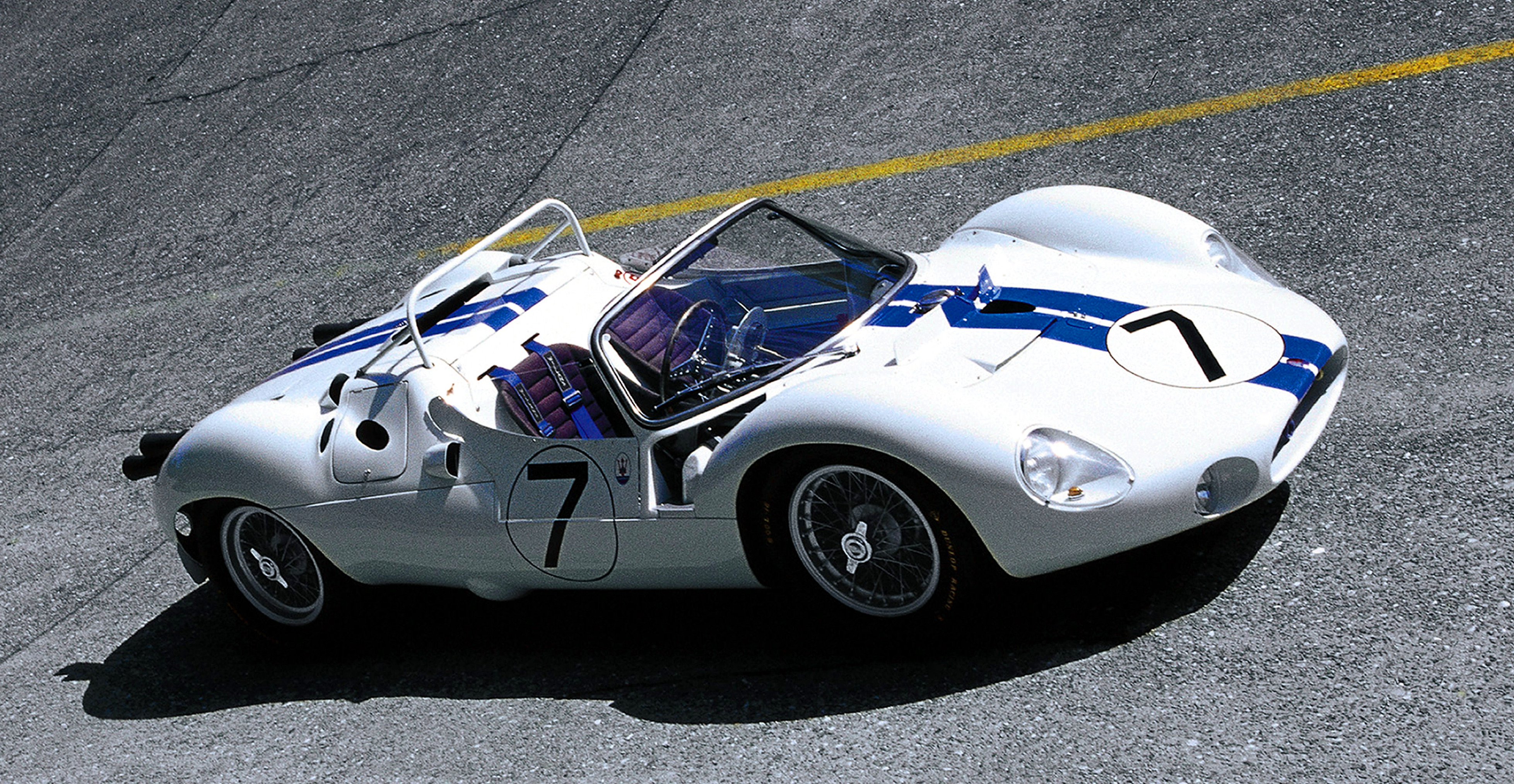
Maserati Birdcage

 一款仅生产了17辆的优秀赛车，Tipo 61 Birdcage在玛莎拉蒂的赛车年代上拥有一段辉煌的历史—勇夺1960-1961赛季的纽博格林1000Km拉力赛冠军，成为玛莎拉蒂Tipo赛车家族的开山力作，而 “Birdcage鸟笼”这个名字源自其错综复杂的内部支撑结构。瑪莎拉蒂由於Guidizzolo（1957年）意外事故而退出參與製造賽車，雖然自當日起交由其他人製造賽車。

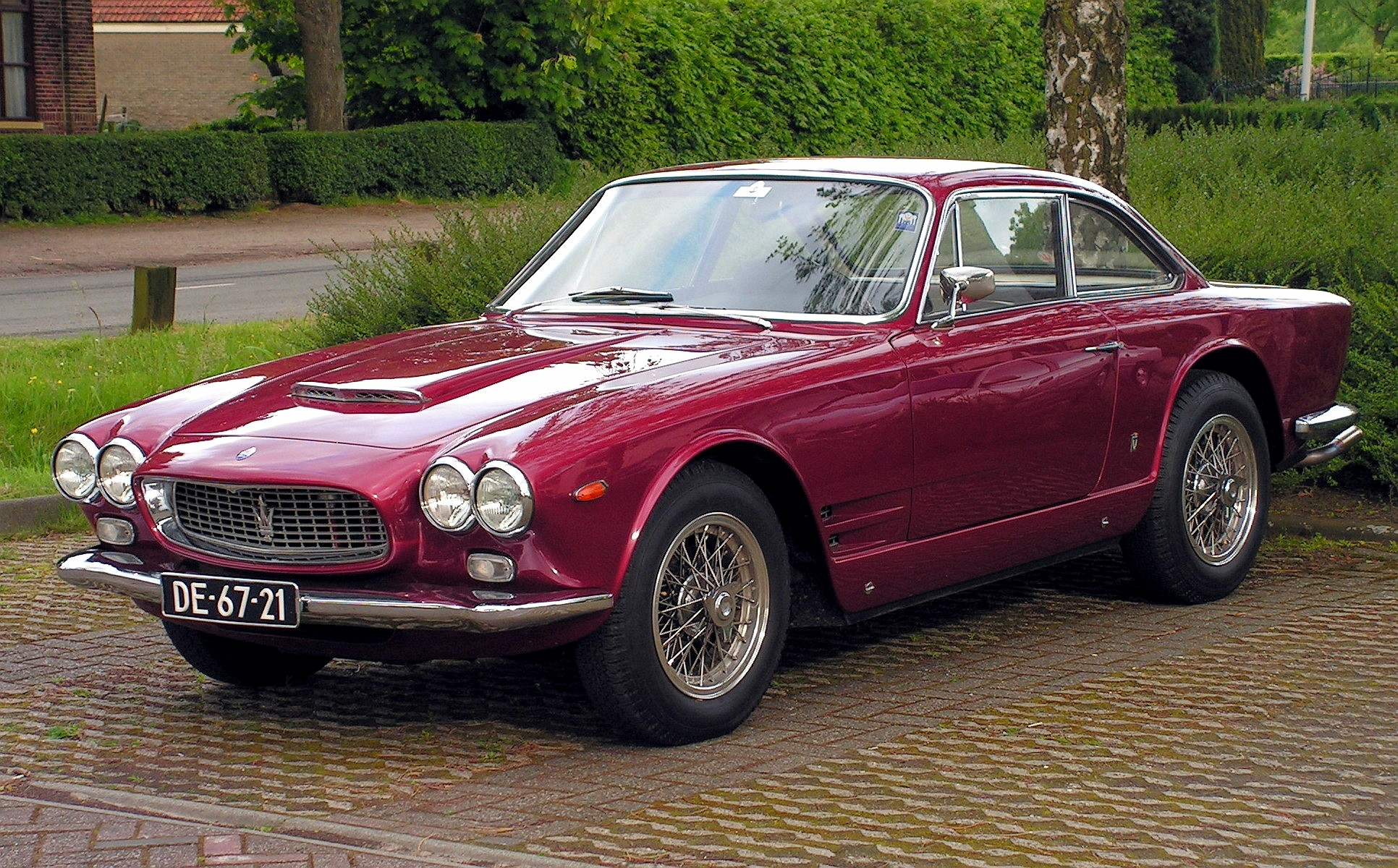
Maserati Sebring

1957年以後，瑪莎拉蒂漸漸專注於公路上的汽車，首席工程師朱利奧·阿爾菲耶里製造了6氣缸兩門四座位鋁製車身的轎車Maserati 3500，超越了Carrozzeria Touring的superleggera結構，該設計亦有用在以小容積V8引擎為動力的Maserati 5000上。
下一輛由Vignale製作車身的Maserati Sebring在1962年投產，Maserati Mistral Coupé (1963年)與Spider (1964年)均由皮耶特羅·福魯瓦設計，他們第一部四門汽車 Maserati Quattroporte (1963年)亦是由皮耶特羅·福魯瓦設計。兩座位Maserati Ghibli轎車在1967年投產，接著是一輛在1969年的敞篷車。

### 雪鐵龍收購

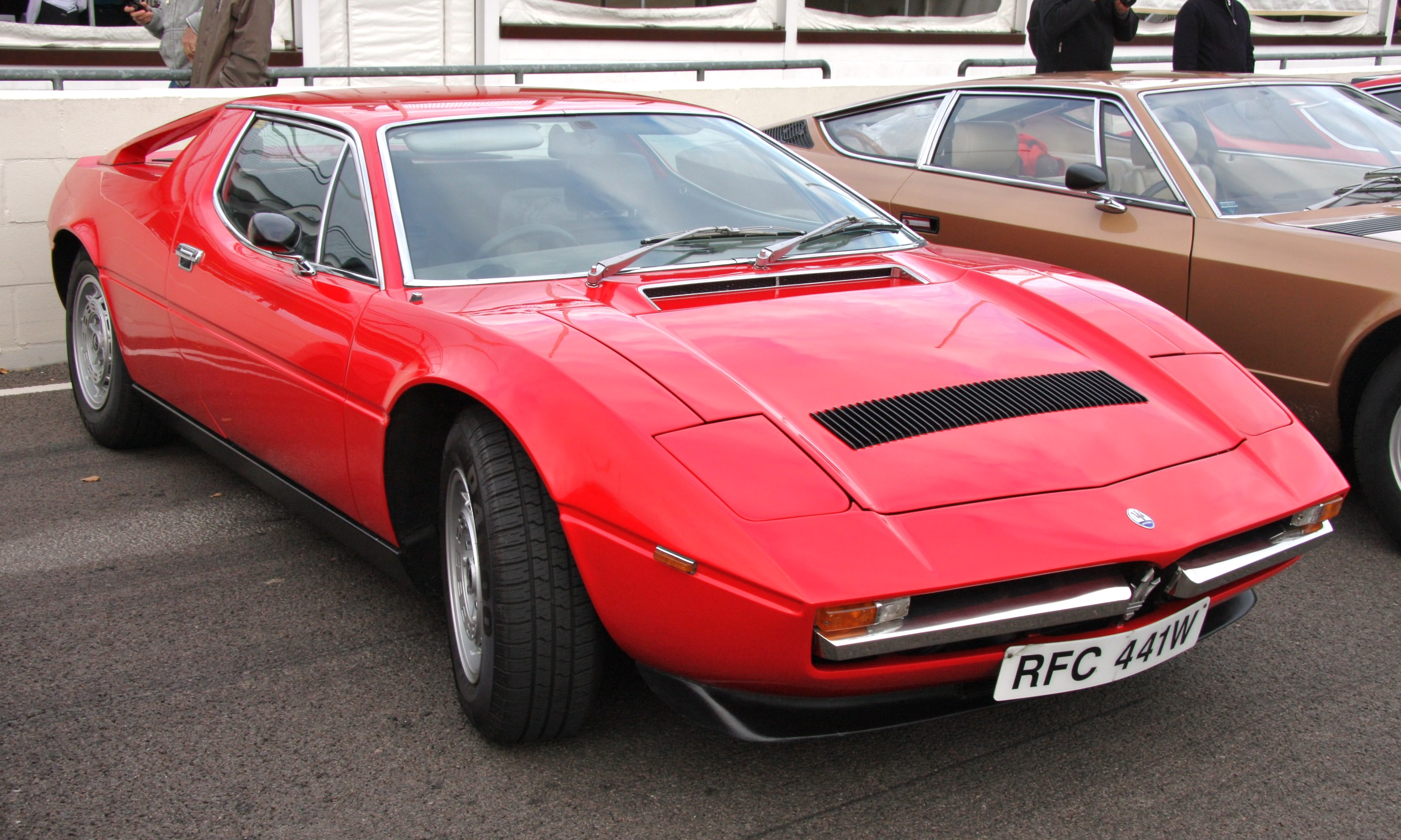
Maserati Merak

在1968年出現了大改變——被雪鐵龍收購。Adolfo Orsi留任為名義上的總裁，但瑪莎拉蒂得到一個很好的交易。新型號投產，生產達到至今為止最大的數目。雪鐵龍在雪铁龙SM及其他汽車上借用瑪莎拉蒂的專門技術與引擎。瑪莎拉蒂亦有結合雪鐵龍的技術，特別是液壓氣動系統。

新型號包括了1971年瑪莎拉蒂第一台大量生產的中置引擎汽車Maserati Bora，接著是Maserati Merak與Maserati Khamsin

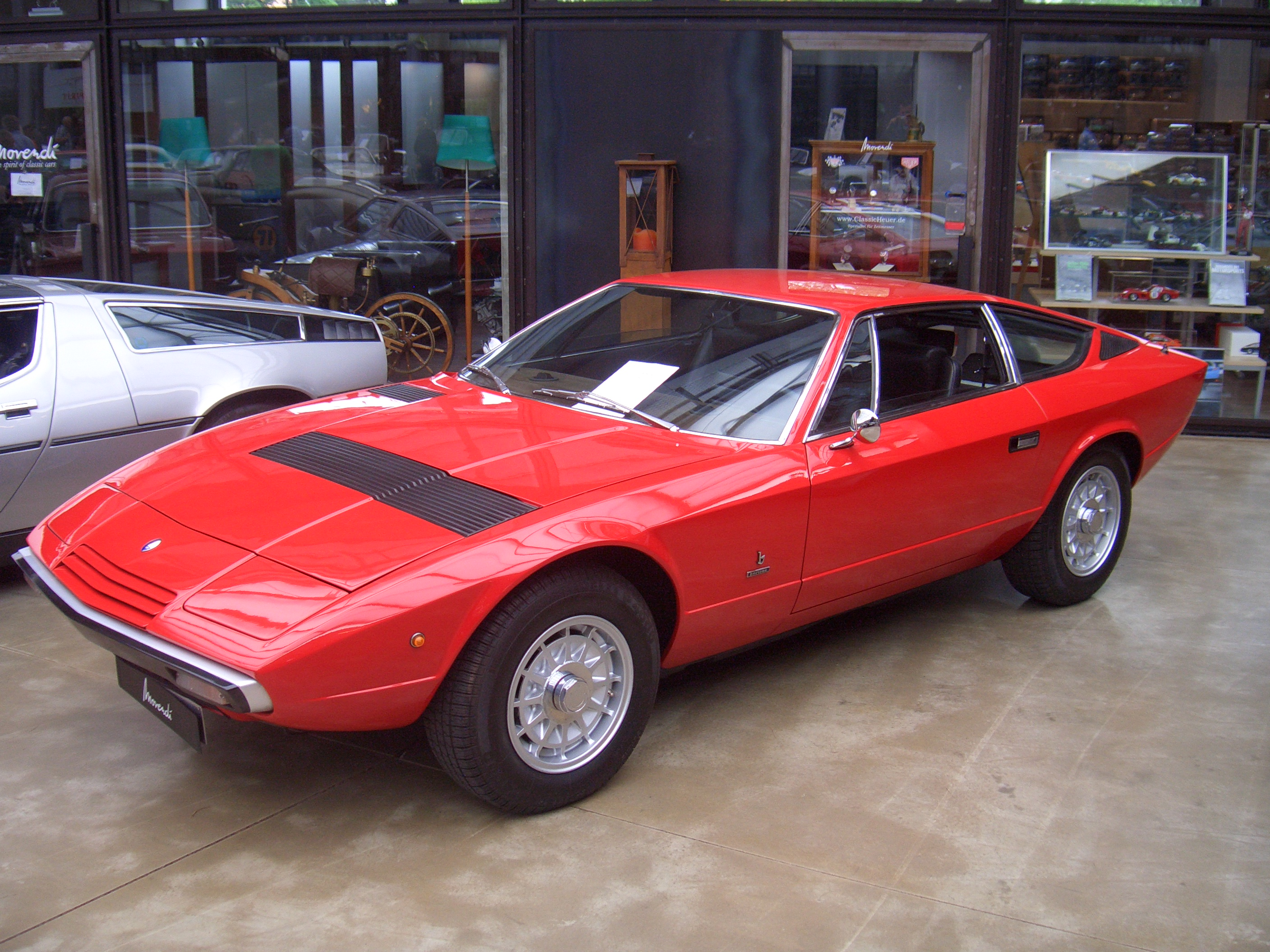
Maserati Khamsin

，以及Maserati Quattroporte II，一輛使用了一些雪铁龙SM不使用的部件的產品。Khamsin由都灵设计公司Bertone打造完成，当时“楔形”设计风格正值黄金时代。Khamsin量产车型于1973年3月在日内瓦车展上面世，其线条简洁流畅，腰线自尖突的鼻锥处缓缓上扬，一直延伸到截角造型的车尾；此外，该车还采用了一些别出心裁的细节设计，如“漂浮”在透明后板上的尾灯。70年代石油危機制止了充滿野心的擴展計劃——耗油的跑車需求突然收縮。雪鐵龍在1974年破產，1975年5月23日新的管理層PSA Peugeot Citroën決定瑪莎拉蒂亦要清盤。依靠著意大利政府的支援，公司勉強得以保存。

### De Tomaso收購
1975年的新總裁，前阿根廷車手Alessandro de Tomaso令公司走回步伐。De Tomaso 安排他控制的Benelli摩托車公司從雪鐵龍手中收購瑪莎拉蒂並安排自己成為它的領導。新型號在1976年引入，包括了Maserati Kyalami與Maserati Quattroporte III。
80年代該公司大規模中止中置引擎跑車轉而支持方形的前置引擎後輪驅動雙門轎車，較以前便宜但擁有更具侵略性的性能，就像Maserati Biturbo一樣。兩輛新型轎車，Maserati Shamal與Maserati Ghibli II分別在1990年及1992年發售。
該公司與克萊斯勒關係密切，現在的領導為de Tomaso的朋友Lee Iacocca。克萊斯勒收購了瑪莎拉蒂一部分，Chrysler TC為兩家公司共同生產的汽車。
還有兩個更具挑戰的項目：Chubasco——一輛V8中置引擎超級跑車，不幸地因資金不足而難產。
Barchetta成為競賽型號，共出產了16 部加2部原型車。擁有一個2公升V6 biturbo引擎，一個中央結構與一個非常輕的塑膠敞蓬車身，令該車可加速至180mph。競賽系列Grantrofeo Barchetta持續在1992年及1993年。公路版在後期中止開發，現時有少量仍在歐洲公路上。中央結構概念仍殘留在De Tomaso Guara上，但DeTomaso Guarà上的結構短了13cm因為使用了更長的8V引擎。

### 併入菲亚特集團

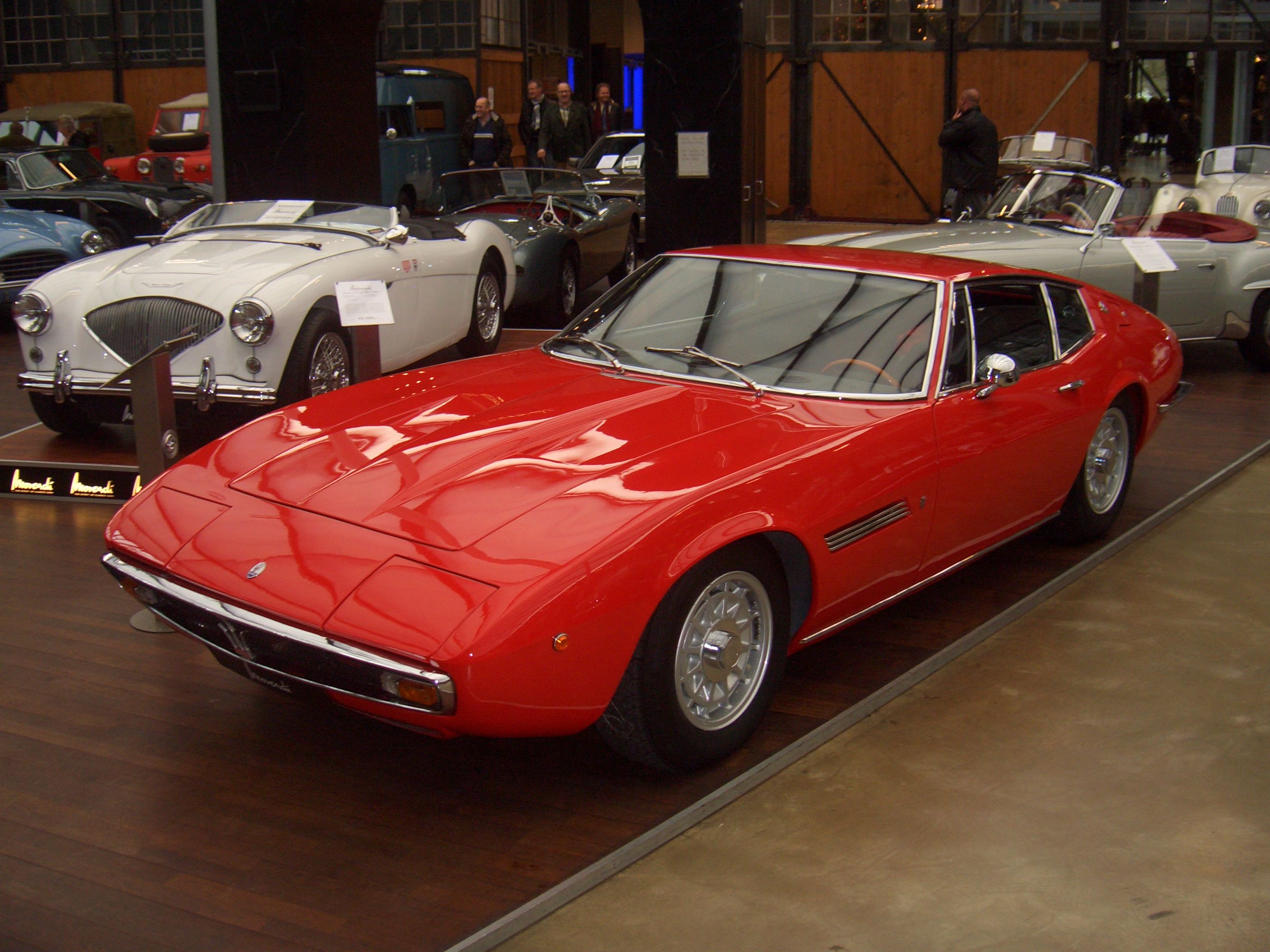
第一代Maserati Ghibli

1993年公司由菲亚特汽车所有。瑪莎拉蒂得到有實力的投資，令該公司獲得重生。
在1999年 唯一一部菲亚特和瑪莎拉蒂共同投產的3200 GT令瑪莎拉蒂的歷史開始了一個新的章節。該輛雙門轎車擁有3.2公升雙渦輪增壓V8引擎產生出370匹馬力（276KW）；0-60mph少於5秒。它的最高速度為驚人的285 km/h（177 mph）。2002年型號附加由法拉利設計與製作的V8引擎及半自動傳動，這輛車至今延展為Mimi Coupé（硬頂版）與Spyder（開蓬版）。

### 併入法拉利集團
1997年菲亚特(FIAT)出售50%股份給瑪莎拉蒂長期的主要對手法拉利（但其以往與現在都是由菲亚特操控）。法拉利於1999年全權控制瑪莎拉蒂，將它改為豪華車部門。並興建了一間新的工廠來取代現存40年代過時的設備。
更近期瑪莎拉蒂與德國公司大眾汽車簽定了一份契約讓它其中一個部門奧迪分享它的全時四驅技術Quattro（本來預定給已難產的多功能概念車Maserati Kubang）給瑪莎拉蒂現時的Quattroporte平台。契約條件為公司不能監視或進行反向工程，因為大眾持有法拉利的兩個主要對手藍寶堅尼與布佳迪。
兩個新型號同時公開展示：MC12，公路上的超級跑車和成功的GT賽車，採用了Enzo Ferrari的底盤與引擎。以及Quattroporte，一輛奢侈的豪華大型轎車，使用了4公升的V8引擎。瑪莎拉蒂現今已重回軌道，全球基礎上銷售非常成功。

### 現況
2005年 菲亞特與GM契約中止的結果可能為GM強制購買菲亞特的汽車部門，瑪莎拉蒂從法拉利中分割出來並由菲亞特全盤控制。菲亞特計劃從瑪莎拉蒂中建造一個跑車與豪華車的分部及另一個型號Alfa Romeo。GM要交給菲亚特約$2,000,000,000。2005年全年瑪莎拉蒂總共在美國售出2006台汽車。
2018年10月29日，義大利港口城市薩沃納遭遇狂風暴雨吹襲，導致海水倒灌，淹沒碼頭旁兩座停車場，沒想到海水侵蝕導致停放的車輛電瓶爆炸，引發大火，全新數百輛瑪莎拉蒂(Maserati)汽車被燒毀。

## 現今的型號
現時的產品包括：

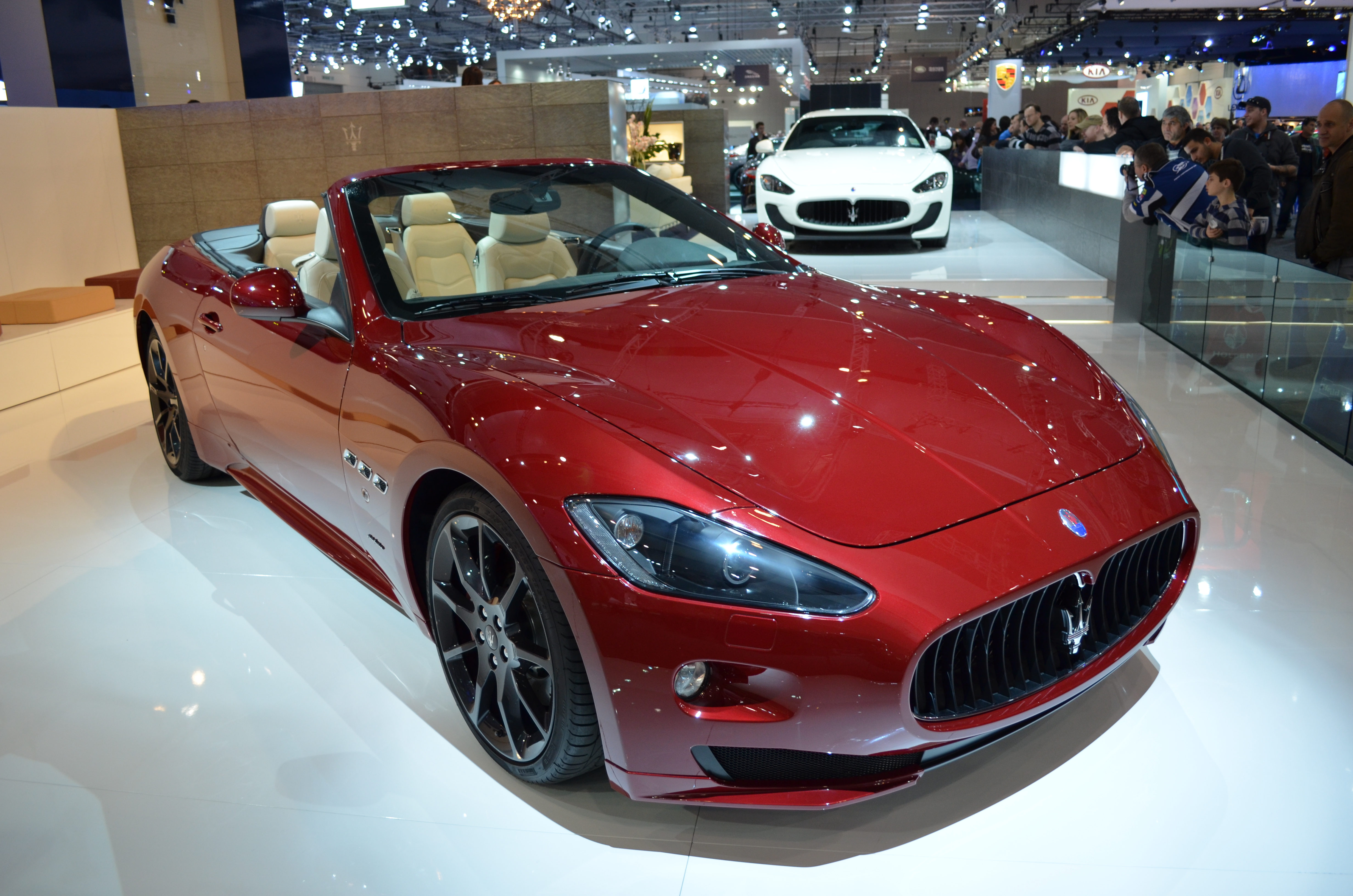
Maserati GranCabrio Sport

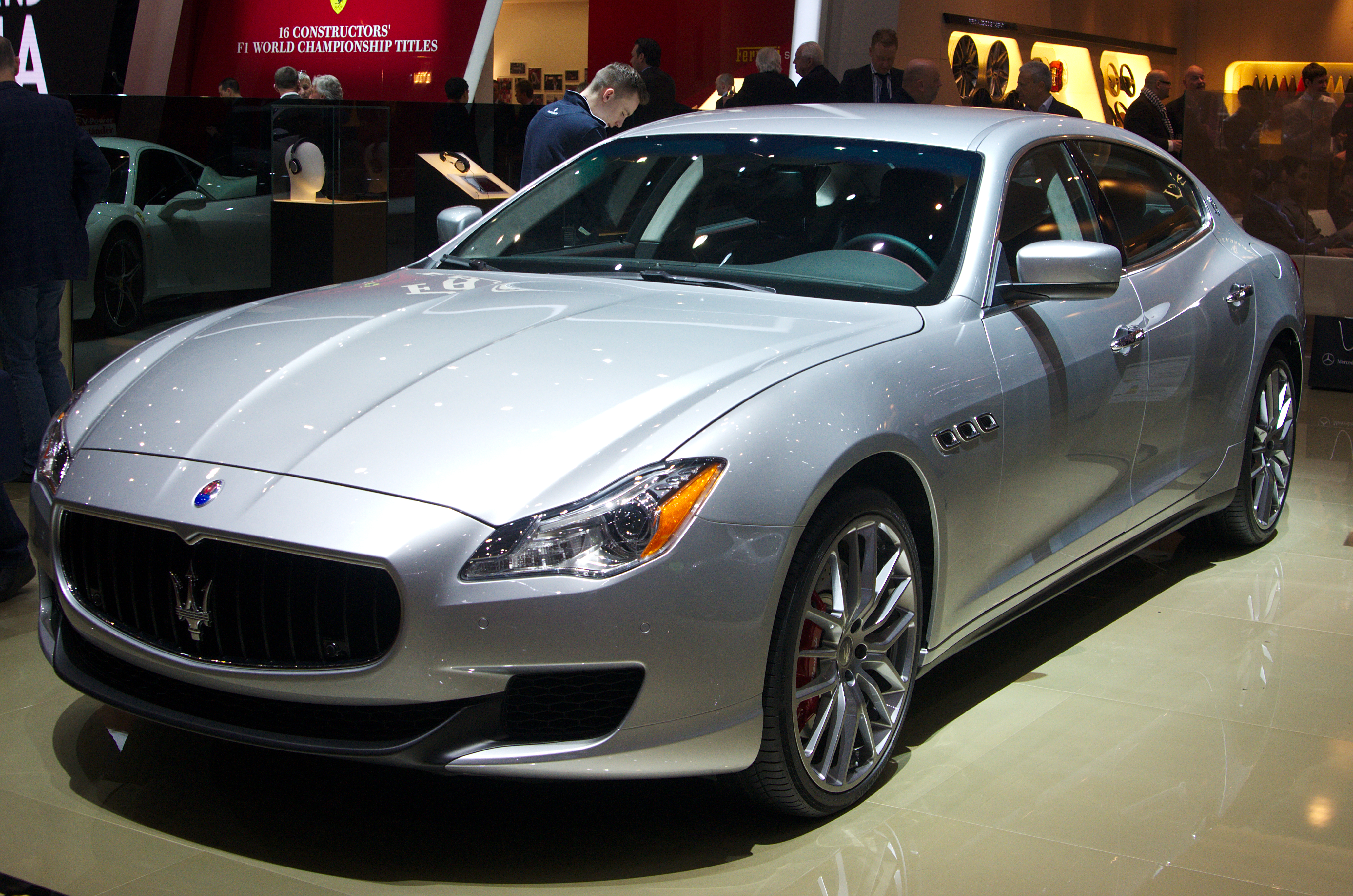
Maserati Quattroporte

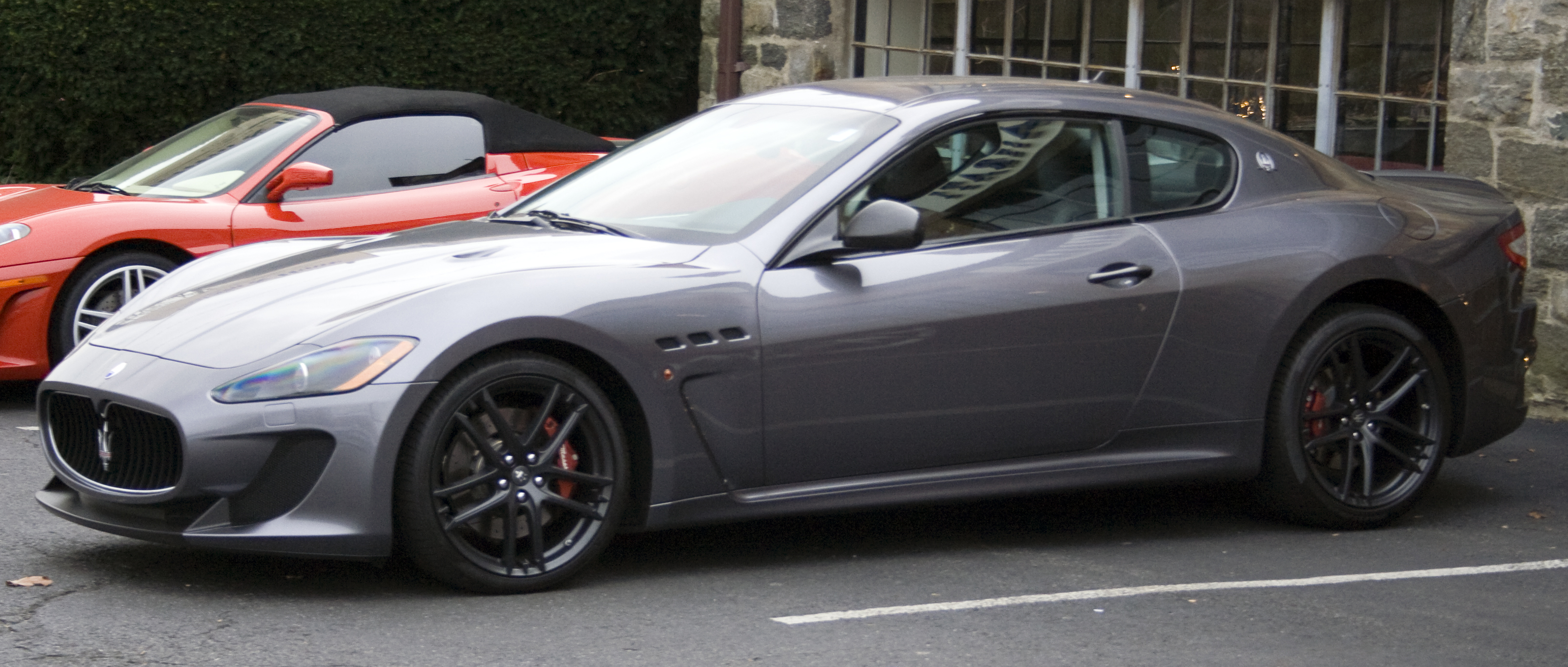
Maserati GranTurismo MC Stradale

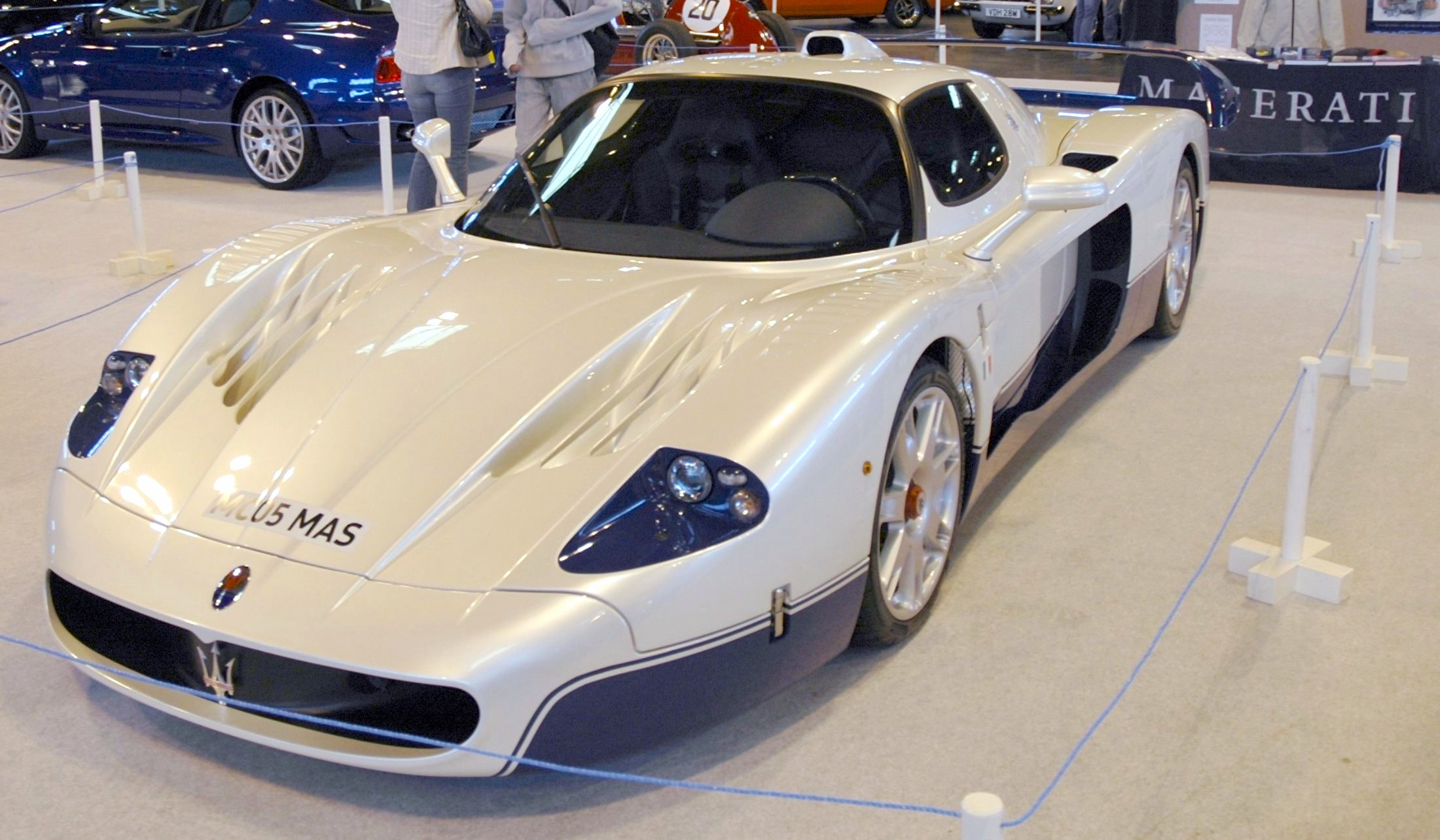
Maserati MC12

- GranTurismo跑车系列 GranTurismo跑车，一款极富现代感的四座双门跑车，是宾尼法利纳的最新大师杰作。
- GranTurismo跑车 设计的玛莎拉蒂GranTurismo被高度赞誉为同一代汽车中最美的车型之一，不仅如此，它还改写了可以承载四名成年人的跑车的速度和舒适度标准。GranTurismo将玛莎拉蒂所有公认的品质发扬光大，从设计到性能、从操控到奢华、从激情到实用，全部融入其流畅优雅、恒久闪耀的造型之中。
- GranTurismo S跑车 玛莎拉蒂GranTurismo S发挥了GranTurismo的优势，配备玛莎拉蒂4.7升全合金V8发动机和6速电子控制顺序变速箱。GranTurismo S配备的新型发动机是对玛莎拉蒂运动风格的终极阐释，这款4.7L V8发动机在7000 rpm时可爆发出440hp的强大动力。车辆从0 km/h到100 km/h的加速时间仅为4.9秒，最高车速可达295km/h。
- GranTurismo S跑车自动檔 玛莎拉蒂GranTurismo S跑车自动檔车型延续了全部玛莎拉蒂车型所具有的鲜明而独特的设计风格，同时也具备自身的特点，使人们能够立刻将它辨认出来：造型更加突出的新型车门下部小型裙板强化了车身的动感，而2942mm的轴距绝不输于一款四门C级轿车。
- GranTurismo Sport 跑车运动版
- GranTurismo MC Stradale 跑车 玛莎拉蒂GranTurismo MC Stradale是玛莎拉蒂车系中速度最快、质量最轻、动力最强的跑车。该车搭载了4.7升V8发动机，输出功率为331千瓦（450马力），最高时速达301公里/小时，从静止状态加速到100公里/小时仅需4.6秒。GranTurismo MC Stradale是玛莎拉蒂公路跑车与赛车的完美结合体，它也是第一辆拥有专用赛车模式的玛莎拉蒂跑车，在实现极速激情的同时，亦能满足日常街道驾驶的需求。
- Gran Cabrio敞篷跑车系列 GranCabrio是一款真正的四人座敞篷跑车，它功能齐全、尊贵奢华、独具一格。
- Gran Cabrio敞篷跑车 采用顶级材质、名贵木材和优质皮革，带来妙不可言的驾驶体验，让您有机会与亲朋好友共度精彩车中生活，拥有GranCabrio的车主不希望自己的跑车仅限二人世界使用，而是希望能与亲朋好友共享美妙的旅程，体会从未有过的快乐。
- GranCabrio Sport 敞篷跑车运动版 将震撼人心的驾驶体验与卓然超群的驾驶灵感提升至全新水平，它是那些既追求风吹发梢的敞篷驾驶感觉，又追求精准刺激的跑车操控性的驾驶者的完美之选，将气势逼人的高性能跑车灵魂隐藏在无法效仿的优雅外观之下。提供的是淋漓尽致的全方位驾驶体验。
- GranCabrio 敞篷跑车Fendi限量版 作为两大品牌萃汲定制工艺、科技、卓越及传统文化方面的共同价值理念于一身，是精湛手工艺术与4.7升V8发动机的完美结合，所用材料及车身颜色均为量身定制，绝无仅有。
- Quattroporte系列 Quattroporte总裁系列是唯一一款具有超强GT性能、让人血脉贲张的大型豪华轿车。
- Quattroporte 总裁系列精英版
- Quattroporte 总裁系列行政版
- Quattroporte 总裁系列运动版
- Quattroporte 总裁系列全球荣誉版 自2004年上市以来，开创了高性能豪华轿车新纪元的玛莎拉蒂Quattroporte总裁系列持续获得来自公众、汽车爱好者及媒体的无数赞誉。为庆祝如此辉煌的成就，玛莎拉蒂决定推出兼具该旗舰车款高贵典雅与高运动性能的升级版本，完美地诠释该系列极度精致的细节、手工技艺以及无可比拟的运动天赋。
- 玛莎拉蒂莱凡特 自2011年法蘭克福車展推出名為Kubang的概念車之後，即將於2016年日內瓦汽車展正式發表此全新SUV。
- 莱凡特Trofeo 2018年紐約車展發表，搭載3.8升雙渦輪V8引擎。
- Ghibli GranSport 2018年，搭載來自法拉利的3.0升V6渦輪引擎，350匹。[2]

瑪莎拉蒂曾售賣到賺錢的美國市場，他們亦重歸賽車領域，使用他們的Trofeo與2003年12月的Maserati MC12（一般稱為MCC），曾在2004年精選GT賽事中出賽。MC12是基於超級跑車Ferrari Enzo；已確認會有50輛街道版本出售，每輛價值US$750,000。
一輛Quattroporte曾捐贈給意大利總統亞歷山德羅·佩爾蒂尼。
Eva Longoria的角色Gabrielle Solis在第一輯慾望師奶中從頭到尾以及在第二輯開頭駕駛一輛Maserati Spyder。之後被一台紫色的Aston Martin DB9 Volante取代，當成她的週年禮物。

## 外部連結
- 玛莎拉蒂中国官网 （页面存档备份，存于）
- 玛莎拉蒂新浪微博 （页面存档备份，存于）
- 瑪莎拉蒂臺灣官方網站 （页面存档备份，存于）